# Hylobates pileatus
Hylobates pileatus là một loài động vật có vú trong họ Hylobatidae, bộ Linh trưởng. Loài này được Gray mô tả năm 1861.

## Hình ảnh

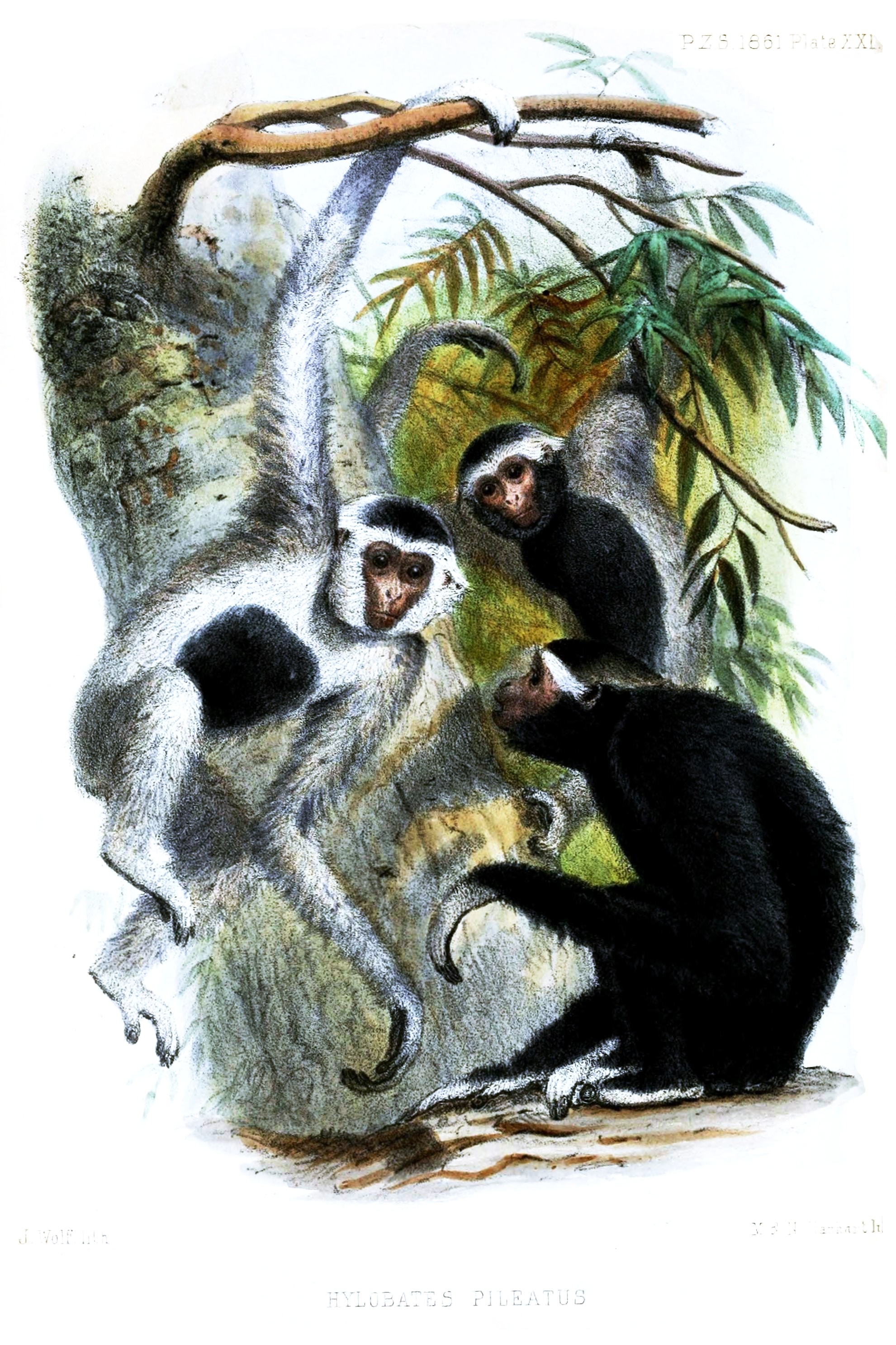
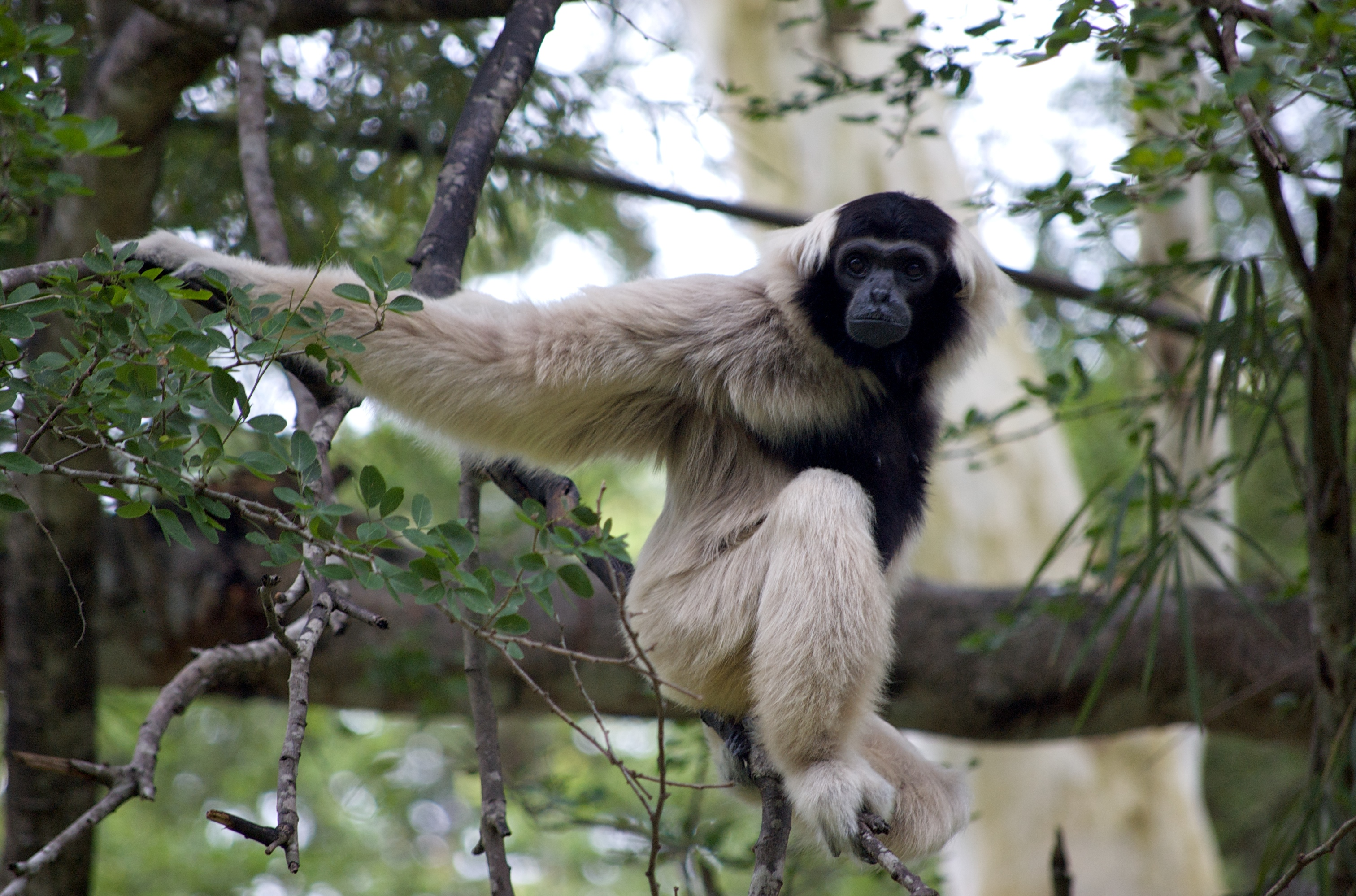